# فوجیوارا نو تامه‌توکی
فوجیوارا نو تامه‌توکی (انگلیسی: Fujiwara no Tametoki؛ ۱ ژانویهٔ ۰۹۵۰ – ۱ ژانویهٔ ۱۰۲۹) شاعر و اشراف‌زاده ژاپنی، نویسنده واکای ژاپنی و اشعار چینی با شهرت و پدر موراساکی شیکیبو، نویسنده داستان گنجی بود. او دانشمند در زمینه کانگاکو (مطالعات چین‌شناسی) بود.